# Vesperus ocularis
Vesperus ocularis är en skalbaggsart som beskrevs av Étienne Mulsant och Claudius Rey 1863. Vesperus ocularis ingår i släktet Vesperus och familjen långhorningar. Inga underarter finns listade i Catalogue of Life.